# Тшцянка
Тшцянка или Тшчанка (пол. Trzcianka [ˈtʂt͡ɕaŋka]), до 1945 — Шёнланке (нем. Schönlanke) — город в Польше, входит в Великопольское воеводство, Чарнковско-Тшцянецкий повят. Имеет статус городско-сельской гмины. Занимает площадь 18,25 км². Население 17 290 человек (на 2004 год).

## История
Возникновение деревни относится к 13 веку. Она получила статус города 3 марта 1731 года от короля Польши Августа II Сильного.

### В годы Второй мировой войны (1939—1945)
Во время Второй мировой войны (1939—1945) территория Польши, в том числе и территория города Тшчанки (прежнее немецкое название города — Шенланке), была оккупирована войсками нацистской Германии.
Город был освобождён от немецко-фашистских оккупантов 28 января 1945 года войсками 1-го Белорусского фронта РККА ВС СССР под командованием маршала Советского Союза Георгия Константиновича Жукова в ходе Варшавско-Познанской наступательной операции — составной части масштабной Висло-Одерской стратегической наступательной операции четырёх советских фронтов. По инициативе первого военного коменданта города майора Бориса Рубцова в Тшчанке, на месте братского захоронения воинов Красной армии с 24 апреля по 15 августа 1945 года шло строительство памятника-мавзолея. Открытие мемориального комплекса состоялось в сентябре 1945 года с его официальной передачей польской администрации города. По некоторым сведениям, комплекс являлся первым на территории Польши мемориалом, посвящённым Великой Отечественной войне (1941—1945). Под мемориалом были захоронены останки 56 советских солдат и офицеров, имена 16 из них установлены.
8 сентября 2017 года администрация города Тшчанка исключила этот мемориальный комплекс из списка военных захоронений (по их данным, захоронения были перенесены на кладбище в 1953 году), после чего снесла его. В 2020 году началось расследование сноса. 16 апреля 2021 года Министерство обороны Российской Федерации опубликовало на своём сайте мультимедийный раздел «Преступное беспамятство: что стирают из истории поляки» с информацией о братской могиле. Также опубликованы рассекреченные документы о кровопролитных боях за город и окрестности в январе 1945 года, о подвигах бойцов и командиров Красной армии, погибших здесь.